# Kanstantsin Siŭtsoŭ

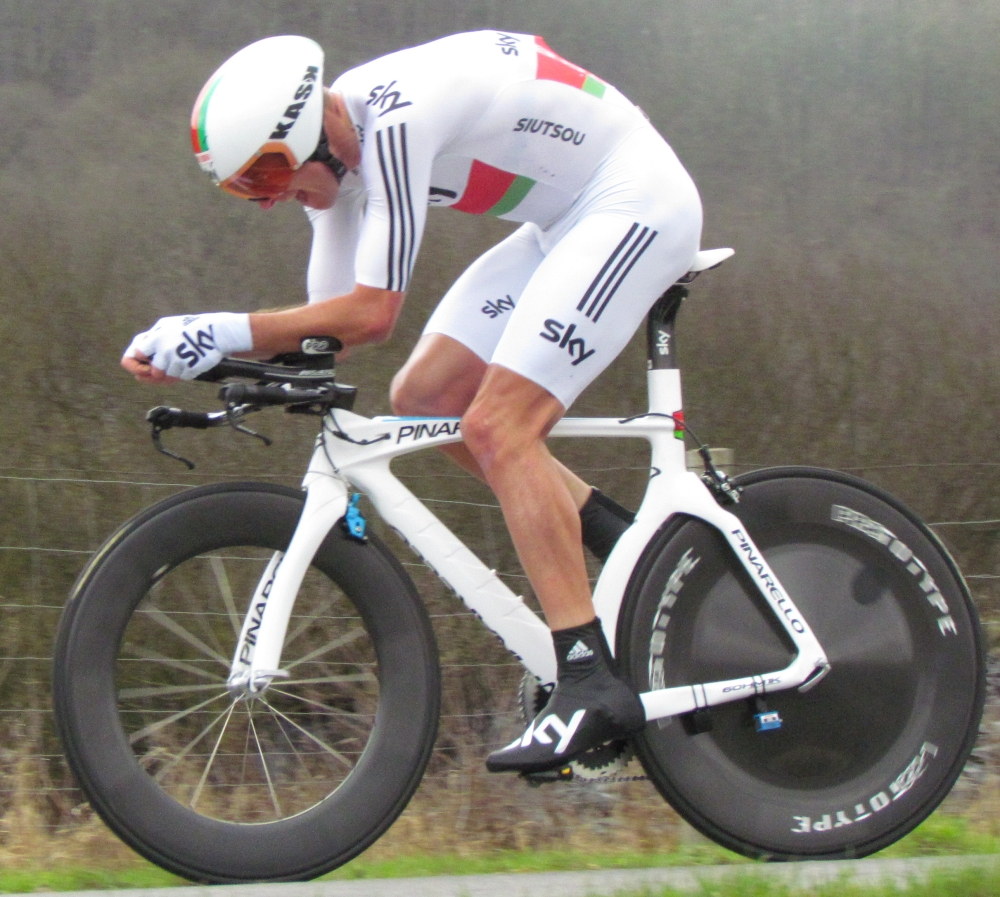
Kanstantsin Siutsou under 2012 års Paris-Nice.

Kanstantsin Viktaravitj Siŭtsoŭ, belarusiska: Канстанцін Віктаравіч Сіўцоў; tidigare känd som Konstantin Sivtsov, född 9 augusti 1982 i Homel, är en belarusisk professionell tävlingscyklist. Han är för närvarande avstängd efter att spår av Erytropoetin (EPO) upptäcktes i en antidopningskontroll den 31 juli 2018.
Han vann Världsmästerskapen för U23-herrar under säsongen 2004.

## Karriär
Siŭtsoŭ startade sin karriär 2001 med Itera, vilket innebar att han flyttade till Italien och lärde sig prata italienska.
Siŭtsoŭs första framträdande som professionell var de vitryska nationsmästerskapen i både tempolopp och landsväg 2002, som han slutade tvåa respektive trea på. Året därpå slutade han tvåa i de militära världsmästerskapen i tempolopp efter den slovakiske cyklisten Matej Jurčo.
Under tre år var Kanstantsin Siŭtsoŭ professionell med de ryska stallen Itera och Lokomotiv, men 2004 blev han utan nytt kontrakt, vilket innebar att han tävlade i ett italienskt amatörstall under det året. För Siŭtsoŭ innebar det att han kunde tävla i U23-världsmästerskapen i Verona 2004, en tävlingen som han vann stort framför favoriten Thomas Dekker. Segern innebar att ett flertal stall upptäckte honom och han skrev därför på ett kontrakt på ett år med Fassa Bortolo, som dock lade ner sin verksamhet efter säsongen.
Året i Fassa Bortolo innehöll inga stora resultat.
Inför säsongen 2006 gick Siŭtsoŭ över till Acqua & Sapone, med vilka han vann en etapp i Fredsloppet i Tjeckien, där han även vann ungdomstävlingen. Siŭtsoŭ vann också poängtävlingen på Giro del Trentino under året.
Siŭtsoŭ bytte stall till Barloworld under 2007, och fick starta sitt första Tour de France. Han slutade på femte plats i ungdomstävlingen. Under säsongen slutade han också tvåa på Giro dell'Appennino.
Året därpå gick han över till Team High Road. Under året vann Siŭtsoŭ det amerikanska etapploppet Tour de Georgia. Han vann också 6:e etappen under tävlingen.
Siŭtsoŭ vann bergspristävlingen i Vuelta Ciclista a la Región de Murcia år 2009 framför Amets Txurruka och Xavier Tondo. Den tidigare U23-världsmästaren Siŭtsoŭ vann 8:e etappen av Giro d'Italia 2009 genom en soloattack. Han vann etappen framför stallkamraten Edvald Boasson Hagen och LPR Brakes-Farnese Vini-cyklisten Danilo Di Luca.
Under säsongen 2011 slutade Siŭtsoŭ på tionde plats i Giro d'Italia 2011. Han tog också hem en åttondeplats i Critérium du Dauphiné och han vann de vitryska nationsmästerskapen i tempolopp för första gången.
Siŭtsoŭ bytte stall till Team Sky inför säsongen 2012. Han var med och hjälpte Richie Porte att vinna Volta ao Algarve, men också Bradley Wiggins att vinna Paris–Nice, Tour de Romandie och Critérium du Dauphiné, och Michael Rogers att ta segern i Bayern-Rundfahrt. Siŭtsoŭ körde Tour de France under året som hjälpcyklist till Bradley Wiggins, men i en krasch under 3:e etappen bröt han sitt skenben och bröt därmed loppet.
Under säsongen 2013, vann Siŭtsoŭ det italienska loppet Giro del Trentino.
I oktober 2015, meddelade Kanstantsin Siŭtsoŭ att han skulle lämna Team Sky, efter fyra säsonger, och i stället fortsätta sin karriär med Team Dimension Data under 2016.
Under säsongerna 2017 och 2018, cyklade Siŭtsoŭ för Bahrain–Merida.
I september 2018, blev det känt att Kanstantsin Siŭtsoŭ hade testat positivt för Erytropoetin (EPO) i ett test som tagits i slutet av juli samma år.

## Meriter
2002
2:a, Nationsmästerskapens tempolopp
3:a, Nationsmästerskapens linjelopp
2003
2:a, Europeiska U23-poängloppsmästerskapen
2:a, Militära världsmästerskapens tempolopp
2:a, Nationsmästerskapens tempolopp
3:a, Nationsmästerskapens linjelopp
2004
U23-Världsmästerskapens linjelopp
GP Folignano
2:a, Volta Ciclista Internacional a Lleida
3:a, etapp 4, Volta Ciclista Internacional a Lleida
3:a, etapp 5b, Volta Ciclista Internacional a Lleida
3:a, Giro Internazionale del Valdarno
2006
 Nationsmästerskapens linjelopp
etapp 5, Fredsloppet
Ungdomstävlingen, Fredsloppet
Poängtävlingen, Giro del Trentino
2:a, Subida al Naranco
3:a, GP Industria Artigianato e Commercio Carnaghese
2007
2:a, Giro dell'Appennino
3:a, GP Città di Camaiore
3:a, Tre Valli Varesine
32:a, Tour de France 2007
2008
Tour of Georgia
etapp 6, Tour of Georgia
3:a, etapp 4, Tour of Georgia
2009
1:a, Bergspristävlingen, Vuelta a Murcia
1:a, etapp 8, Giro d'Italia 2009
2011
 Nationmästerskapens tempolopp
etapp 1 (TTT), Giro d'Italia
2:a,  Nationmästerskapens linjelopp
2013
 Nationmästerskapens linjelopp
Giro del Trentino
Etapp 1b ((TTT), Giro del Trentino
Etapp 2, Giro del Trentino
2014
 Nationmästerskapens tempolopp
4:a, Route du Sud
2016
 Nationmästerskapens linjelopp
 Nationmästerskapens tempolopp
2018
Tour of Croatia
Etapp 3, Tour of Croatia